# Emanuel Rutten
Emanuel Rutten (Loosdrecht, 13 april 1973) is een Nederlandse filosoof aan de Vrije Universiteit te Amsterdam. Hij werd vooral bekend met zijn studie naar argumenten voor het bestaan van God, waarvan hij ook enkele nieuwe ontwikkelde, waaronder het zogeheten 'modaal-epistemische Godsargument' en het 'semantisch Godsargument'. Hij treedt regelmatig op in publieke debatten met atheïsten als Herman Philipse, Bas Haring en Maarten Boudry.

## Loopbaan
Rutten volgde de middelbare school aan het Comenius College in Hilversum. In 1992 begon hij met een studie wiskunde, waarin hij aan de TU Delft cum laude afstudeerde. Aan de Vrije Universiteit in Amsterdam studeerde hij vervolgens tevens cum laude af in de filosofie, waar hij daarna in 2012 promoveerde in de systematische wijsbegeerte, onder andere op het kosmologisch argument voor het bestaan van God (onder meer bij Herman Philipse).
In zijn periode in Amsterdam werd hij christen: 'Ik vond religie [daarvoor nog] onzin. Ik vond geloof zelfs niet relevant genoeg om atheïst te zijn. Het was geen thema.' Eerste aanleiding was het lezen van enkele werken van Augustinus, die naar eigen zeggen 'een verpletterende indruk' op hem maakte. Door Augustinus' geschriften kwam hij in aanraking met de Evangeliën. Door het lezen daarvan werd hij naar eigen zeggen geraakt door de morele autoriteit en superioriteit van Jezus van Nazareth.
Ruttens specialisaties betreffen godsdienstfilosofie, metafysica, kennisleer, esthetica en retorica. Hij verzet zich tegen het beeld dat het niet-bestaan van God een filosofisch uitgemaakte zaak is. Ook is hij kritisch op het zogeheten sciëntisme. Hij werd beïnvloed door o.a. het denken van Aristoteles, Thomas Reid, Martin Heidegger, Richard Swinburne, Alvin Plantinga, Alexander Pruss en René van Woudenberg.

## Modaal-epistemisch Godsargument
Rutten kwam internationaal in het nieuws omdat hij een oorspronkelijk argument voor het bestaan van God introduceerde. Hij noemt het een 'argument' en geen 'bewijs', omdat volgens hem in de filosofie geen enkele redeneertrant waterdicht is. Hij maakt erin gebruik van de zogeheten, in de analytische filosofie gebruikelijke, modale logica. Om het argument goed te kunnen begrijpen is basale kennis van de modale logica en epistemologie vereist.
Zijn 'modaal-epistemische Godsargument', zoals Rutten het argument heeft gedoopt, kan als volgt worden geparafraseerd. Uitgangspunt is dat als de waarheid van een uitspraak onmogelijk te weten is, die uitspraak onwaar moet zijn. Dat wordt gepaard aan de stelling dat het onmogelijk te weten is dat God niet bestaat. Dat moet dus onwaar zijn en daarom bestaat God.
1. Voor alle p geldt dat als p noodzakelijk onkenbaar is, dan is p noodzakelijk onwaar.
2. De propositie ‘God bestaat niet’ is noodzakelijk onkenbaar.
3. Ergo: ‘God bestaat niet’ is noodzakelijk onwaar.
4. Ergo: het is noodzakelijk waar dat God bestaat.

Een mogelijke parafrase van het argument gaat als volgt. Axioma 1 laat zich parafraseren als dat niets zich perfect laat verstoppen. Het hoeft niet werkelijk ontdekt te worden, maar dat kan principieel wel. Je kunt altijd een of ander scenario bedenken dat het ontdekt wordt. Axioma 2 stelt (in deze parafrase) dat het niet-bestaan van God wél verborgen kan blijven; God is van zo'n andere orde, dat je altijd een of ander scenario kunt bedenken waarin hij toch wel bestaat, hoe goed ook wordt gezocht. De logische combinatie van deze twee axioma's levert de conclusie dat God dus bestaat.
Het argument houdt volgens Rutten goed stand tegen objecties (bezwaren). Volgens een bekende tegenwerping zou het bijvoorbeeld ook niet mogelijk zijn om te kunnen weten dat God wél bestaat. En als dat het geval is, dan is volgens het argument Gods bestaan noodzakelijk onwaar. Rutten reageert hierop door te zeggen dat het helemaal niet onmogelijk is om te weten dat God bestaat. Er is namelijk een wereld voorstelbaar waarin alléén God bestaat. In die wereld is er ten minste één iemand die weet dat God bestaat, namelijk God zelf. De omkering van het argument werkt volgens Rutten dus niet.
Het tweede bekende bezwaar tegen het argument is de opvatting dat het ook niet kenbaar is dat bijvoorbeeld het Vliegend Spaghettimonster, een vliegende theepot of een onzichtbare eenhoorn niet bestaat. En als dat waar is, dan moeten volgens het argument deze wezens noodzakelijk bestaan, waardoor het argument faalt. Volgens Rutten is het echter helemaal niet onmogelijk om te weten dat bijvoorbeeld het Vliegend Spaghettimonster niet bestaat. Er is namelijk bijvoorbeeld een mogelijke wereld voorstelbaar, waarin God bestaat en besluit niets te scheppen. In zo'n wereld is er iemand die weet dat het Vliegend Spaghettimonster niet bestaat, namelijk God zelf.

## Persoonlijk
Rutten woont in Amsterdam en heeft een dochter.